# Van McCoy
Van Allen Clinton McCoy (* 6. Januar 1940 in Washington, D.C.; † 6. Juli 1979 in Englewood, New Jersey) war ein US-amerikanischer Musikproduzent, Songschreiber und Musiker. Seinen größten Hit hatte er 1975 mit dem Instrumentaltitel The Hustle.

## Biografie
McCoys Mutter ließ ihn Klavierunterricht nehmen. Er spielte im Duett mit seinem älteren Bruder Norman und dessen Violine. Im Alter von 12 Jahren begann McCoy Lieder zu schreiben, gab allerdings die Musik im Teenageralter vorübergehend auf, hauptsächlich deswegen, weil seine Freunde ihn wegen des Klavierspielens neckten. Erst als er bereits Psychologie an der Howard University studierte, begann er erneut mit dem Klavierspielen.
Seine ersten Erfahrungen als Sänger sammelte McCoy im Alter von 15 Jahren. Er gründete nach einigen erfolglosen Jahren 1960 sein eigenes Musiklabel und arbeitete unter anderem als Produzent für The Drifters, The Shirelles und Gladys Knight. Fünf Alben lang arbeitete McCoy ab 1974 mit den Stylistics zusammen, für die er vor allen Dingen die Arrangements verantwortete. Eine dieser Aufnahmen, Can’t Give You Anything (But My Love), stand im Sommer 1975 drei Wochen auf Platz eins der UK-Charts.
Seine eigene Plattenkarriere kam trotz zahlreicher Veröffentlichungen über viele Jahre nicht in Schwung. Weder als Crooner (die LP Night Time Is Lonely Time, 1966) noch als Soul-Musiker (Soul Improvisations, 1972) vermochte sich McCoy zu behaupten. Mit Love Is the Answer und Boogie Down gelangen ihm 1974 bzw. 1975 erste Achtungserfolge in den R&B-Charts. Mit African Symphony hatte er Ende 1974 seinen ersten Erfolg in den Disco-Charts.
Mit dem Disco-Instrumental The Hustle hatte McCoy schließlich 1975 einen Nummer-eins-Hit in den USA, für den er im Jahr darauf einen Grammy erhielt. Als Komponist gelang ihm noch im gleichen Jahr ein weiterer Nummer-eins-Hit in den amerikanischen R&B-Charts: To Each His Own von Faith, Hope & Charity, einer Band, mit der er schon seit 1970 zusammengearbeitet hatte. 1976 produzierte und arrangierte er David Ruffins Comeback-Album Who I Am mit Walk Away from Love, Anfang des Jahres ebenfalls Platz eins der R&B-Charts und Ruffins zweiter Top-10-Erfolg in den Pop-Charts. Melba Moore (This Is It, 1976), Gladys Knight & the Pips (Baby Don’t Change Your Mind, 1977) oder auch Aretha Franklin (Ladies Only, 1979) waren weitere Künstler, für die McCoy Songs schrieb und/oder deren Veröffentlichungen produzierte bzw. arrangierte.
Seine eigenen Platten verkauften sich trotz des überwältigenden Erfolgs von The Hustle in der Folge nur mäßig. Change with the Times hatte es 1975 als Nachfolge-Single noch einmal in die Top-10 der R&B-Charts gebracht, danach ging es bergab. Eine Handvoll Singles erreichte noch die Billboard Hot 100, allerdings nur im hinteren Drittel. Party war 1976 noch einmal ein Top-20-Erfolg in den R&B-Charts. Ein Wechsel der Plattenfirma brachte ebenfalls keine weiteren größeren Erfolge. Selbst aus den Disco-Hitlisten verschwand McCoy ab 1976. 1977 gab es einen kurzen Ausreißer: Das Instrumental The Shuffle, stilistisch überdeutlich an The Hustle angelehnt, kletterte überraschend auf Platz vier der britischen Charts. Dennoch erschienen bis zu seiner letzten LP Lonely Dancer (1979) etliche weitere Platten.
McCoy starb 1979 an einem Herzanfall. Zu seinen letzten Produktionen gehörten die LPs Young and in Love des damaligen Nachwuchsstars Stacy Lattisaw sowie La Diva von Aretha Franklin. Beiden Werken war kein großer Erfolg beschieden.
Trotz all seiner Pophits galt seine Liebe eigentlich der klassischen Musik, da er speziell Wagner, Beethoven und Rachmaninow mochte.

## Diskografie

### Alben
| Jahr | Titel                | Höchstplatzierung, Gesamtwochen, AuszeichnungChartplatzierungen (Jahr, Titel, Platzierungen, Wochen, Auszeichnungen, Anmerkungen) | Höchstplatzierung, Gesamtwochen, AuszeichnungChartplatzierungen (Jahr, Titel, Platzierungen, Wochen, Auszeichnungen, Anmerkungen) | Höchstplatzierung, Gesamtwochen, AuszeichnungChartplatzierungen (Jahr, Titel, Platzierungen, Wochen, Auszeichnungen, Anmerkungen) | Höchstplatzierung, Gesamtwochen, AuszeichnungChartplatzierungen (Jahr, Titel, Platzierungen, Wochen, Auszeichnungen, Anmerkungen) | Höchstplatzierung, Gesamtwochen, AuszeichnungChartplatzierungen (Jahr, Titel, Platzierungen, Wochen, Auszeichnungen, Anmerkungen) | Anmerkungen                                                  |
| Jahr | Titel                | DE | AT | UK | US | R&B | Anmerkungen                                                  |
| ---- | -------------------- | --- | --- | --- | --- | --- | ------------------------------------------------------------ |
| 1975 | Disco Baby           | DE16 (32 Wo.)DE | — | UK24 (11 Wo.)UK | US12 (23 Wo.)US | R&B1 (20 Wo.)R&B | mit The Soul City Symphony                                   |
| 1975 | From Disco to Love   | — | — | — | US181 (4 Wo.)US | R&B41 (7 Wo.)R&B | Wiederveröffentlichung, war bereits 1972 erstmals erschienen |
| 1975 | The Disco Kid        | — | — | — | US80 (7 Wo.)US | R&B18 (6 Wo.)R&B |                                                              |
| 1976 | The Real McCoy       | — | — | — | US106 (17 Wo.)US | R&B22 (10 Wo.)R&B |                                                              |
| 1976 | Rhythms of the World | — | — | — | — | R&B44 (3 Wo.)R&B |                                                              |

 Weitere Alben
- 1966: Night Time Is Lonely Time
- 1972: Soul Improvisations
- 1974: Love Is the Answer (mit The Soul City Symphony)
- 1977: And His Magnificent Movie Machine
- 1978: Sings Themes from a Woman Called Moses (mit Tommie Young)
- 1978: African Symphony
- 1978: My Favorite Fantasy
- 1979: Lonely Dancer

### Kompilationen
| Jahr | Titel                            | Höchstplatzierung, Gesamtwochen, AuszeichnungChartplatzierungen (Jahr, Titel, Platzierungen, Wochen, Auszeichnungen, Anmerkungen) | Höchstplatzierung, Gesamtwochen, AuszeichnungChartplatzierungen (Jahr, Titel, Platzierungen, Wochen, Auszeichnungen, Anmerkungen) | Höchstplatzierung, Gesamtwochen, AuszeichnungChartplatzierungen (Jahr, Titel, Platzierungen, Wochen, Auszeichnungen, Anmerkungen) | Höchstplatzierung, Gesamtwochen, AuszeichnungChartplatzierungen (Jahr, Titel, Platzierungen, Wochen, Auszeichnungen, Anmerkungen) | Höchstplatzierung, Gesamtwochen, AuszeichnungChartplatzierungen (Jahr, Titel, Platzierungen, Wochen, Auszeichnungen, Anmerkungen) | Anmerkungen |
| Jahr | Titel                            | DE | AT | UK | US | R&B | Anmerkungen |
| ---- | -------------------------------- | --- | --- | --- | --- | --- | ----------- |
| 1977 | The Hustle and Best of Van McCoy | — | — | — | US193 (2 Wo.)US | — |             |

Weitere Kompilationen
- 1979: The Best of Van McCoy
- 1979: Sweet Rhythm
- 1979: The Disco Kid
- 1980: Van McCoy
- 1981: The Hustle (3 Medleys)
- 1987: The Best of Van McCoy
- 1995: The Hustle and the Best of Van McCoy

### Singles
| Jahr | Titel Album                           | Höchstplatzierung, Gesamtwochen, AuszeichnungChartplatzierungen (Jahr, Titel, Album, Platzierungen, Wochen, Auszeichnungen, Anmerkungen) | Höchstplatzierung, Gesamtwochen, AuszeichnungChartplatzierungen (Jahr, Titel, Album, Platzierungen, Wochen, Auszeichnungen, Anmerkungen) | Höchstplatzierung, Gesamtwochen, AuszeichnungChartplatzierungen (Jahr, Titel, Album, Platzierungen, Wochen, Auszeichnungen, Anmerkungen) | Höchstplatzierung, Gesamtwochen, AuszeichnungChartplatzierungen (Jahr, Titel, Album, Platzierungen, Wochen, Auszeichnungen, Anmerkungen) | Höchstplatzierung, Gesamtwochen, AuszeichnungChartplatzierungen (Jahr, Titel, Album, Platzierungen, Wochen, Auszeichnungen, Anmerkungen) | Höchstplatzierung, Gesamtwochen, AuszeichnungChartplatzierungen (Jahr, Titel, Album, Platzierungen, Wochen, Auszeichnungen, Anmerkungen) | Anmerkungen                                | [↑]: gemeinsam behandelt mit vorhergehendem Eintrag; [←]: in beiden Charts platziert |
| Jahr | Titel Album                           | DE | AT | UK | US | R&B | Dance | Anmerkungen                                |                                                                                      |
| ---- | ------------------------------------- | --- | --- | --- | --- | --- | --- | ------------------------------------------ | ------------------------------------------------------------------------------------ |
| 1974 | Love Is the Answer                    | — | — | — | — | R&B77 (5 Wo.)R&B | — |                                            |                                                                                      |
| 1974 | African Symphony Love Is the Answer   | — | — | — | — | — | Dance13 (4 Wo.)Dance |                                            |                                                                                      |
| 1975 | Boogy Down Love Is the Answer         | — | — | — | — | R&B67 (5 Wo.)R&B | — |                                            |                                                                                      |
| 1975 | The Hustle Disco Baby                 | DE3 (25 Wo.)DE | AT13 (8 Wo.)AT | UK3 Silber · (12 Wo.)UK | US1 Gold · (19 Wo.)US | R&B1 (19 Wo.)R&B | Dance3 (19 Wo.)Dance | Grammy (Best Pop Instrumental Performance) |                                                                                      |
| 1975 | Change with the Times The Disco Kid   | DE31 (10 Wo.)DE | — | UK36 (4 Wo.)UK | US46 (8 Wo.)US | R&B6 (14 Wo.)R&B | Dance15 (3 Wo.)Dance |                                            |                                                                                      |
| 1976 | Night Walk The Real McCoy             | — | — | — | US96 (2 Wo.)US | R&B51 (7 Wo.)R&B | — |                                            |                                                                                      |
| 1976 | Party The Real McCoy                  | — | — | — | US69 (5 Wo.)US | R&B20 (13 Wo.)R&B | Dance14 (3 Wo.)Dance |                                            |                                                                                      |
| 1977 | Rhythms of the World                  | — | — | — | — | — | Dance14 (13 Wo.)Dance |                                            |                                                                                      |
| 1977 | Soul Cha Cha Rhythms of the World     | DE13 (25 Wo.)DE | — | UK34 (6 Wo.)UK | — | —[Dance: ↑] | Dance14 (13 Wo.)Dance |                                            |                                                                                      |
| 1977 | That’s the Joint Rhythms of the World | — | — | — | — | —[Dance: ↑] | Dance14 (13 Wo.)Dance |                                            |                                                                                      |
| 1977 | The Shuffle Rhythms of the World      | — | — | UK4 Silber · (14 Wo.)UK | — | R&B79 (8 Wo.)R&B | — |                                            |                                                                                      |
| 1978 | My Favorite Fantasy                   | — | — | — | — | R&B76 (8 Wo.)R&B | — |                                            |                                                                                      |

Weitere Singles
- 1961: Never Trust a Friend
- 1961: Girls Are Sentimental
- 1964: Two of a Kind (mit Kendra Spotswood, als Jack and Jill)
- 1965: Butterfly
- 1966: Starlight, Starbright
- 1966: The House That Love Built
- 1966: I’m Out of My Mind (In Love with You)
- 1969: Sweet and Easy (The Van McCoy Strings)
- 1969: The Generation Gap (The Van McCoy Strings)
- 1970: Where There’s a Heartache (There Must Be a Heart)
- 1972: Let Me Down Easy
- 1972: I’m in Love with You Baby
- 1973: I’m in Your Corner (mit Sharon Ridley)
- 1975: Disco Baby (mit The Soul City Symphony)
- 1975: Soul Improvisations
- 1976: Jet Setting
- 1977: Spanish Boogie
- 1978: Two Points
- 1979: Lonely Dancer
- 1979: The Hustle (Disco Mix)

## Auszeichnungen für Musikverkäufe
| Goldene Schallplatte - Kanada - 1975: für die Single The Hustle - 1975: für das Album Disco Baby | Platin-Schallplatte - Hongkong - 1978: für das Album Disco Baby |

Anmerkung: Auszeichnungen in Ländern aus den Charttabellen bzw. Chartboxen sind in ebendiesen zu finden.
| Land/RegionAuszeichnungen für Musikverkäufe (Land/Region, Auszeichnungen, Verkäufe, Quellen) | Silber     | Gold     | Platin  | Verkäufe | Quellen         |
| -------------------------------------------------------------------------------------------- | ---------- | -------- | ------- | -------- | --------------- |
| Hongkong (IFPI/HKRIA)                                                                        | —          | —        | Platin1 | 20.000   | ifpihk.org      |
| Kanada (MC)                                                                                  | —          | 2× Gold2 | —       | 125.000  | musiccanada.com |
| Vereinigte Staaten (RIAA)                                                                    | —          | Gold1    | —       | 500.000  | riaa.com        |
| Vereinigtes Königreich (BPI)                                                                 | 2× Silber2 | —        | —       | 500.000  | bpi.co.uk       |
| Insgesamt                                                                                    | 2× Silber2 | 3× Gold3 | Platin1 |          |                 |